# Homs (gouvernement)
Homs (Arabisch: حمص) is een gouvernement in Syrië met een bevolking van 1.647.000.

## Districten
- Al-Mukharram
- Al-Qusayr
- Ar-Rastan
- Homs
- Palmyra
- Talkalakh

Al-Hasakah · Aleppo · Damascus · Deir ez-Zor · Dera · Hama · Homs · Idlib · Latakia · Quneitra · Raqqa · Rif Dimashq · As-Suwayda · Tartous